# Васильевка (Рыбницкий район)
Васи́льевка — село в Рыбницком районе непризнанной Приднестровской Молдавской Республики. Вместе с селом Советское входит в состав Советского сельсовета.